# Circo Nikulin
Il Circo moscovita sullo Cvetnoj Bulevard (in russo Московский цирк Никулина на Цветном бульваре?, Moskovskij cirk Nukulina na Cvetnom bul'vare), o circo Nikulin, si trova al centro di Mosca, sullo Cvetnoj Bulevard, nel distretto di Tverskoj. Fu l'unico circo in città tra il 1926 e il 1971, e rimane ancora il più popolare.
L'edificio del circo fu aperto come Circo di Solomonskij (in russo Цирк Саламонского?, Cirk Salamonskago) il 20 ottobre 1880 (dal nome del costruttore dell'edificio, Al'bert Solomonskij). Il circo è uno dei circhi più antichi della Russia.
Nel 1919, con decreto di Lenin, il circo fu nazionalizzato. L'ex circo di Salamonskij divenne il primo circo statale.
Tra i famosi artisti che hanno lavorato c'erano i clown Karandaš, Oleg Popov e Juri Nikulin.
Nel 1983, la direzione del circo fu presa dall'artista popolare dell'URSS, il famoso clown e artista Juri Nikulin.
Il 13 agosto 1985, ebbe luogo l'ultima esibizione nel vecchio edificio del circo (successivamente venne demolito),  un evento memorabile per tutti i moscoviti.
Il 19 ottobre 1987, fu posata la prima pietra per la costruzione di un nuovo edificio e pochi anni dopo, il 29 settembre 1989, fu inaugurato la nuova sede del Vecchio Circo di Mosca.
Nel dicembre 1996 al circo fu dato il nome "Circo moscovita Nikulin sullo Cvetnoj Boulevard". Nell'agosto 1997, dopo la morte di Juri Nikulin, suo figlio Maxim Nikulin è stato eletto direttore generale.
Di fronte all'edificio si trova una straordinaria statua di Juri Nikulin.
Oggi il "Vecchio circo moscovita sullo Cvetnoj Boulevard" ha una capienza di oltre 2.000 posti e rimane una delle principali attrazioni turistiche della capitale russa.
Ogni anno il Circo Nikulin presenta uno o più programmi differenti, mantenendo sempre alto l'interesse del suo pubblico. Per due volte la regia è stata affidata all'italiano Antonio Giarola; nel 2015 per lo spettacolo intitolato Carnevale e nel 2020 per lo spettacolo intitolato Fantastika.